# Marta Portal

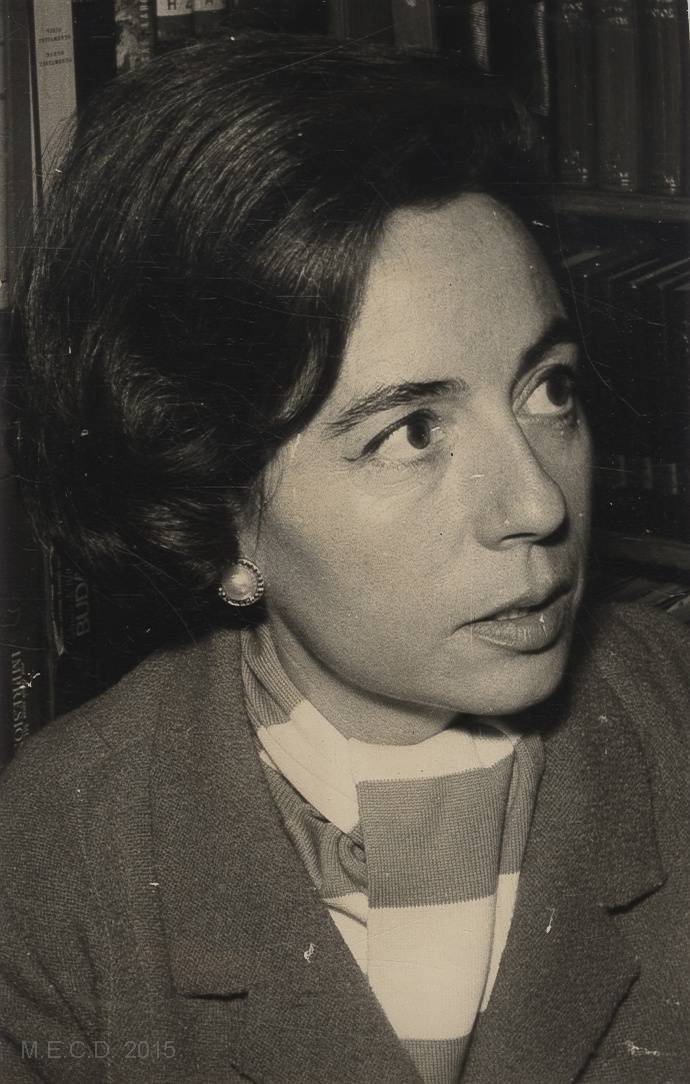
Marta Portal (1970)

Marta Portal (* 10. August 1930 in Nava; † 26. August oder 27. August 2016 in Madrid) war eine spanische Schriftstellerin, Kritikerin, Publizistin und Lehrerin.

## Leben
Portal studierte Philosophie und Literatur und promovierte über Journalismus. Sie unterrichtete Hispanoamerikanische Literatur an der Universität Complutense Madrid. Sie schrieb Artikel für Zeitungen wie ABC, El Alcázar oder Pueblo. 1966 erhielt sie den Premio Planeta für ihren Roman A tientas y a ciegas.

## Werk

### Romane
- 1966: A tientas y a ciegas
- 1967: El malmuerto
- 1968: A ras de las sombras
- 1970: Ladridos a la luna
- 1975: El buen camino
- 1982: Un espacio erótico
- 1983: Pago de traición
- 1994: El ángel caído
- 2002: Él y yo, nosotros tres

### Essays
- 1970: El maíz: grano sagrado de América
- 1977: Proceso narrativo de la revolución mexicana
- 1981: Análisis semiológico de Pedro Páramo
- 1984: Rulfo: Dinámica de la violencia

### Kurzgeschichten
- 1973: La veintena

## Auszeichnungen
- 1966: Premio Planeta
- 1975: Premio Adelaida Ristori
- 1991: Premio Hucha de plata de cuentos
- 1992: Premio Periodismo y el Horizonte
- 2007: Premio de las Letras de Asturias